# Heather Tobin
Pour les articles homonymes, voir Heather et Tobin.
Heather Tobin est une productrice, réalisatrice et scénariste américaine, née le 12 avril 1981 à Barrie (Ontario).

## Filmographie
| année | film                | réalisatrice | scénariste | productrice | notes         |
| ----- | ------------------- | ------------ | ---------- | ----------- | ------------- |
| 2008  | To Each Her Own     | Oui          | Oui        | Oui         | long métrage  |
| 2012  | Route of Acceptance | Oui          | Oui        | Oui         | long métrage  |
| 2012  | Maddie & Ryan       | Oui          | Oui        | Oui         | court métrage |